# Haik (Kleidung)

Frau in Haik, Algier 2015

Der Haik (arabisch حيك, DMG ḥaik) ist ein als Schultertuch oder als Schleier getragenes Kleidungsstück für Frauen und Männer aus dem Maghreb.
Er besteht aus einem etwa 6 × 2,20 m großen weißen Baumwolltuch, das Kopf, Schultern und Oberkörper umhüllt und  manchmal auch elegant seitlich bis zum Boden herabfällt. Manchmal waren Haiks auch mit geometrisch-abstrakten Motiven wie Dreiecken, Rauten oder Kämmen geschmückt.

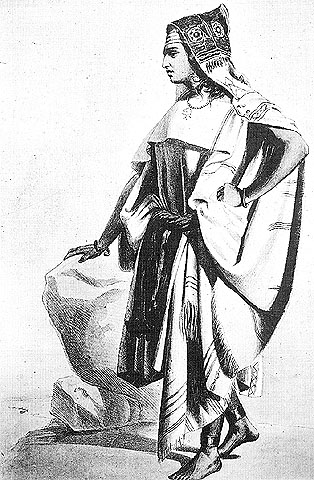
Kabylische Haikträgerin im 19. Jahrhundert
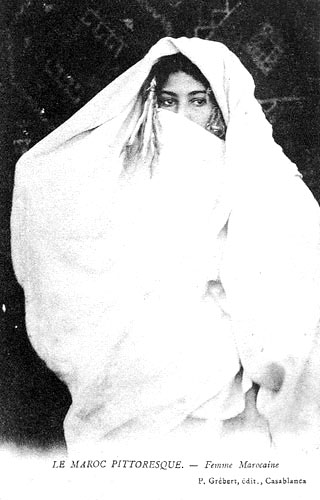
Frau aus Marokko im Haïk, um 1900
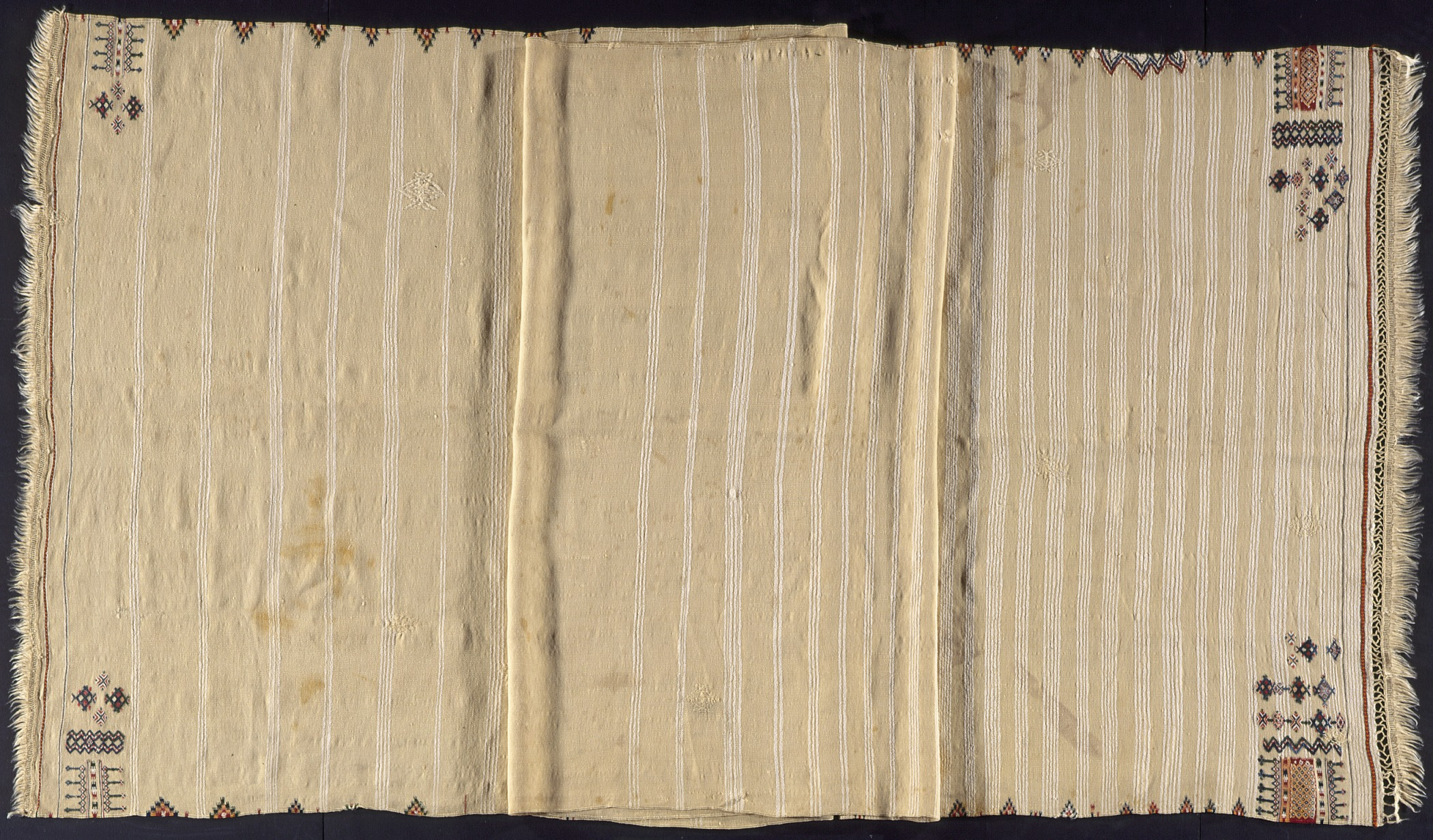
Haik aus Marokko (LACMA)